# 司䆃寺
司䆃寺（サドシ）は、李氏朝鮮において内膳（宮殿内の食べ物）の米穀（米を含む他の穀物）の管理を担当した官衙。

## 歴史
- 1392年(太祖元年)7月28日:料物庫を設置。
- 1401年(太宗元年)7月13日:料物庫を供正庫と改称する。
- 1405年(太宗5年)3月1日:供正庫を戸曹衙門の所属とする。
- 1414年(太宗14年)1月18日:供正庫の主簿を丞と改称する。
- 1422年(世宗4年)9月25日:供正庫を䆃官署と改称する。
- 1466年(世祖12年)1月15日:䆃官署を廃止し、司膳寺とし正・副正・僉正・主簿・直長をそれぞれ一つずつ置く。
- 1882年(高宗19年)12月29日:司䆃寺を廃止する。

## 構成
| 品階  | 官職名 | 定員 |
| ----- | ------ | ---- |
| 従5品 | 使     | 1名  |
| 従6品 | 副使   | 2名  |
| 従7品 | 直長   | 2名  |
| 従8品 | 主簿   | 2名  |

| 品階  | 官職名 | 定員 |
| ----- | ------ | ---- |
| 従3品 | 使     | 1名  |
| 従3品 | 副使   | 2名  |
| 従7品 | 直長   | 2名  |
| 従8品 | 丞     | 2名  |

| 品階  | 官職名 | 定員 |
| ----- | ------ | ---- |
| 従5品 | 正     | 1名  |
| 従6品 | 副正   | 1名  |
| 従4品 | 僉正   | 1名  |
| 従6品 | 主簿   | 1名  |
| 従7品 | 直長   | 1名  |

## 司䆃寺と司膳寺
朝鮮王朝実録には、司膳寺が司䆃寺と改称された記録はない。 ところが司膳寺と司䆃寺の漢字は各単語の中間にある'道'と'膳'の違いであり、同じ使われ方をしているため、当時司膳寺と司䆃寺は一緒に混用して使われたとのことが分かる。 そして成宗以後司䆃寺に統一されたと見られる。